# Supercoppa bulgara 2023 (pallavolo maschile)
La Supercoppa bulgara 2023, 8ª edizione della Supercoppa nazionale di pallavolo maschile, si è svolta dal 14 al 15 ottobre 2023: al torneo hanno partecipato quattro squadre di club bulgare e la vittoria finale è andata per la prima volta al Levski Sofia.

## Formula
La formula ha previsto semifinali e finale.

## Squadre partecipanti
| Squadra      | Qualificazione                                               |
| ------------ | ------------------------------------------------------------ |
| Deja         | Finalista Coppa di Bulgaria 2022-23                          |
| Hebăr        | Vincitrice Coppa di Bulgaria 2022-23/2ª in Superliga 2022-23 |
| Levski Sofia | 3ª in Superliga 2022-23                                      |
| Neftohimik   | Vincitrice Superliga 2022-23                                 |

## Torneo
|  | Semifinali   | Semifinali |              |       | Finale | Finale |  |
|  |              |            |              |       |        |        |  |
|  | Hebăr        | 3          |              |       |        |        |  |
|  | Hebăr        | 3          |              |       |        |        |  |
|  | Deja         | 0          |              |       |        |        |  |
|  | Deja         | 0          |              | Hebăr | 2      |        |  |
|  |              |            |              | Hebăr | 2      |        |  |
|  |              |            | Levski Sofia | 3     |        |        |  |
|  | Neftohimik   | 0          | Levski Sofia | 3     |        |        |  |
|  | Neftohimik   | 0          |              |       |        |        |  |
|  | Levski Sofia | 3          |              |       |        |        |  |

### Semifinali
| 14 ottobre 2023 Palazzetto dello sport Mładost, Burgas Durata: 1h:23 - Spettatori: 450 | Hebăr      | 3 - 0 | Deja         | 25-18, 25-19, 25-20 |
| 14 ottobre 2023 Palazzetto dello sport Mładost, Burgas Durata: 1h:16 - Spettatori: 500 | Neftohimik | 0 - 3 | Levski Sofia | 19-25, 22-25, 19-25 |

### Finale
| 15 ottobre 2023 Palazzetto dello sport Mładost, Burgas Durata: 2h:25 - Spettatori: 500 | Hebăr | 2 - 3 | Levski Sofia | 28-30, 22-25, 25-17, 25-23, 13-15 |